# Goonj
Goonj — индийская некоммерческая организация и социальное предприятие, базирующееся в Дели (действует почти по всей территории страны). Основана в 1999 году Аншу Гуптой. Goonj перерабатывает ранее использовавшуюся одежду, предметы домашнего обихода, стройматериалы и компьютеры, давая работу и дешёвые товары городским беднякам. Ежегодно через собственную сеть волонтёров и партнёров организация собирает и распределяет тысячи тонн старых материалов (ткани, книги, газеты, окна, двери и электроприборы). Кроме того, Goonj реализовывает масштабные инфраструктурные и социальные проекты в бедных деревнях и городских трущобах (восстанавливает дороги, каналы, мосты, канализации, больницы и школы), расплачиваясь с людьми одеждой и другими товарами. Используя бесплатное сырьё, Goonj производит школьные портфели, шляпы, гигиенические прокладки, матрасы и одеяла для наиболее бедных сообществ Индии. 
Goonj участвовал в масштабных программах по сбору и распределению гуманитарной помощи во время бедственных наводнений, цунами и землетрясений, а также проводил массовую кампанию, направленную на просвещение населения по вопросу менструации (в Индии эта тема негласно считается табу). Ежемесячно Goonj распределяет около 200 тыс. гигиенических прокладок собственного производства среди неимущих женщин по номинальной цене в 3 цента. В 2012 году Всемирный экономический форум и Фонд социального предпринимательства Шваба назвали Аншу Гупту социальным предпринимателем страны.

## История
Более 70 % индийских женщин не могут позволить себе гигиенические прокладки. Множество девочек пропускают занятия, так как не имеют прокладок или их школы не оборудованы надлежащими туалетами. После цунами 2004 года Ченнай был завален пожертвованной одеждой, которую никто не брал. Goonj организовала сортировку и переработку гуманитарной помощи, часть пригодной ткани пустив на производство гигиенических прокладок. После этого Goonj открыл производство прокладок из старой хлопковой ткани в Дели, нанимая на работу женщин из трущоб, и организовал сеть пунктов по сбору утиля по всей стране. В 2009 году проект «Not Just a Piece of Cloth» получил награды World Bank's Global Development Marketplace Award и Changemaker's Innovation Award, а в 2012 году был признан лучшей инновацией от LAUNCH (программа финансируется НАСА, Государственным департаментом США и Nike).
В 2009 году Goonj запустил ежегодный фестиваль пожертвований, агитируя зажиточных горожан, студентов, школьников и частные компании приносить ненужные вещи для бедных индийских деревень. В 2014 году Goonj получил премию Urban Age Award от Deutsche Bank.